# حاجی‌علی‌لی (قبله)
حاجی‌علی‌لی (به لاتین: Hacıalılı) یک منطقه مسکونی در جمهوری آذربایجان است که در شهرستان قبله واقع شده است. حاجی‌علی‌لی ۱۳۰۷ نفر جمعیت دارد.